# Сельское поселение «Село Грабцево»
Сельское поселение «Село Грабцево» — муниципальное образование в составе Ферзиковского района Калужской области России.
Центр — село Грабцево

## Состав
В поселение входят 6 населённых мест:
- село Грабцево
- деревня Бутырки
- село Воскресенское
- деревня Горневская Слобода
- деревня Каптевка
- деревня Фелисово

## Население
| 2010  | 2012  | 2013  | 2014  | 2015  | 2016  | 2017  |
| ----- | ----- | ----- | ----- | ----- | ----- | ----- |
| 830   | ↗901  | ↗1128 | ↗1620 | ↗1684 | ↗1804 | ↗1970 |
| 2018  | 2019  | 2020  | 2021  |       |       |       |
| ↗2089 | ↗2180 | ↗2198 | ↗2648 |       |       |       |

Население сельского поселения составляет 830 человек .